# Imionki
Imionki (niem. Prostkergut)– osada w Polsce położona w województwie warmińsko-mazurskim, w powiecie oleckim, w gminie Olecko. W latach 1975–1998 miejscowość administracyjnie należała do województwa suwalskiego.
Książę Albrecht, będąc w 1564 roku w Olecku, nadał Wawrzyńcowi Prostce, pastorowi margrabowskiemu oleckiemu, cztery włóki boru na prawie chełmińskim, między miastem Olecko a Wieliczkami. Potwierdził to osobnym przywilejem w roku 1566. Przez dalsze wieki Imionki stanowiły niewielki majątek ziemski.
Od nazwiska pastora, Wawrzyńca Prostki, majątek ten nosił nazwę Prostkergut lub Prostker Gutchen. 
Na niektórych mapach pokazywana jest w okolicach 54°01′10″N 22°31′51″E/54,019444 22,530833 oddalona o prawie 2 km od właściwej miejscowości osada Imionki PKP.